# Neohinduizmus
A neohinduizmus alatt olyan hindu reformmozgalmakat vagy hindu ébredést neveznek, amelyek arra törekszenek, hogy a hinduizmus regenerálódását és reformját elősegítsék, vallási, spirituális és társadalmi értelemben is.
A neohinduizmus fő jellemzői  :
- Visszaeszméltetni a saját vallási és kulturális örökségre a Nyugattól való politikai függetlenség kivívása közben.
- India szellemi-vallási értékeinek új öntudatát összehasonlítani a szekularizált Nyugatéval.
- Új, törekvő misszionárius lendület által gátat vetni a nyugati-keresztény eszmekincs terjedésének. A vallási reformmozgalomból olyan társaságok jöttek létre, amelyek elutasítják a kasztállapotokat és egy „felekezet” feletti hinduizmus megvalósítására törekszenek, amikor a filozófusok és misztikusok vallási felismeréseit és tapasztalatait sommásan interpretálják.

## Történet
A majdnem kétszáz éves brit gyarmati uralom alatt (1758–1947) a keresztény Európa befolyást gyakorolt a hindu Indiára és ezzel különösen Bengálban váltott ki vallási újítómozgalmat.
Rám Móhan Ráj (1774–1833) a patnái Muszlim Egyetemen mély érdeklődéssel fordult a szúfizmus felé és szembefordult a hindu képimádat hagyományával. Később a hinduizmus megreformálását tűzte ki célul, melyhez a legfontosabb eszköznek a forrásokhoz, az Upanisadok szövegeihez való visszatérést tartotta. 1828-ban monista alapokon álló reformista hindu irányzatot hozott létre Bráhmo Szabha néven, amelyből később a Bráhmo Szamádzs  („Isten társasága”) szociális-vallási mozgalom fejlődött ki. Elutasította a politeizmust és fellépett India sok barbár szokása ellen.
Az Árja-Szamádzsot („az árják társasága”) a bráhmana Dajanand Sarasvati (1824–1883) alapította 1875-ben Bombayban. Ez az ind nacionalizmustól áthatott reformmozgalom, amelynek India felosztásáig Lahorban volt a székhelye, több százezer követőt számlál.
A Déva-Szamádzs egy olyan, 1887-ben Siva Nárájana Agnihotri (1850–1923) által Lahorban alapított vallási reformmozgalom, amely rokonságban állt a Brahmo-Szamádzzsal.
A keresztény missziók mintájára, a védánták tanulmányozása céljából hozta létre 1897-ben Szvámi Vivekanda a Ramakrishna-missziót . Tanára, Ramakrishna azon a nézeten volt, hogy a világ vallásai ugyanazt az igazságot hirdetik, azok sokfélesége csupán látszat. A vallások világkonferenciáján 1893-ban, Vivekanda beszéde volt az első alkalom, hogy a hinduizmust mint univerzális világvallást, Indián kívül mutatták be.
Paramahansza Jogananda (1893–1952) volt az első olyan jógi, aki azt a küldetést kapta gurujától, hogy a nyugati világban tanítson és éljen. 1920-ban az Egyesült Államokba ment, hogy részt vegyen a vallási szabadelvűek nemzetközi kongresszusán. Mintegy három évtizeden át számtalan előadást tartott Amerikában, nagy érdeklődéssel kísérve.
Mahátma Gandhi függetlenségi mozgalma és erőszakmentes ellenállása világszerte nagy érdeklődést váltott ki a hindu tradíciók és világnézet iránt.
Mahátma Gandhi: A hinduizmus nem exkluzív vallás. Jut benne hely a világ összes prófétáinak tisztelete számára. A hinduizmus mindenkinek lehetővé teszi, hogy Istent saját hite, saját dharmája szerint imádja, éppen ezért békében él minden vallással.
1947-ben India kettészakadt muszlim (Pakisztán) és hindu (India) államokra, amelyet a vallási fanatizmus rendkívül durva megnyilvánulásai kísértek. A vallási türelem „prófétáját”, Gandhit 1948-ban meggyilkolták, így kitűnt, hogy a hindu eszmevilág az új, megváltozott globális környezetben egyre nehezebben tudja megőrizni toleráns szellemiségét sőt fanatikus megnyilvánulásokra is képes.
A független India 1950-ben deklarálta demokratikus, szekuláris államformáját, ám a kasztrendszert lényegében nem törölte el. Ez ugyanis a vallásszabadsággal ellentétes lenne. Ezzel szemben minden ember egyenlőségét hirdeti és tiltja az érinthetetlenség gyakorlatát.
A második világháború után olyan új vallási mozgalmak jöttek létre, amelyek a hinduizmusba eresztik a gyökereiket, de többé-kevésbé a Nyugathoz is kapcsolódnak, mint az Ánanda Márga  (1955), a transzcendentális meditáció (1958), a Divine Light Mission  (1960), az Eckankar  (1964), a Hare-Krisna-mozgalom (1966).
Különösen a vaisnavákra jellemző az a nagymértékű nyitási politika, amely a hindu tanokat a bhakti segítségével az 1960–1970-es évek óta folyamatosan exportálja a nyugati világba. Ezt elősegítették az akkori időkben ébredő, keleti világra nyitott hippimozgalmak, és az azóta is folyamatosan bővülő ezoterikus művek iránti igény.
A Krisna-tudat Nemzetközi Szervezetét (ISKCON) A. C. Bhaktivedánta Szvámi Prabhupáda (1896–1977) alapította meg 1966 júliusában. Egy olyan világméretű szervezetet hozott létre, amelynek célja hogy a nyugati emberekkel megismertesse a hindu vaisnava filozófiát és lehetőséget adjon az ezen alapuló vallásos életmód gyakorlására.
A Krisna-tudatú hívők a világ csaknem minden táján jelen vannak szellemiségükkel, templomaikkal és jelentős karitatív tevékenységükkel.

## Védánta
A neohinduizmus követői szerint a Védánta valamennyi vallás lényegét magában foglalja. A védánta filozófia nem követeli meg az áttérést vagy megtérést, célja az isteni-emberi egyenlőség mélyebb szintű tudomásulvétele és visszatérés a minden lényt alapvetően érintő kérdéshez: „Mi vagyok én valójában? Mi az én valódi Énem, lényegi Önmagam?” 
A védánta nem avatkozik bele a vallási formaságokba, pusztán a vallásos élettel foglalkozik. A kereszténynek nem kell lemondania a kereszténységről. A buddhista továbbra is követheti a nemes nyolcrétű ösvényét. A muszlim tarthatja magát a Koránhoz. Mégis mindnyájan élhetnek a védánta tanai szerint, és a gyakorlatba is átültethetik eszméit és igazságait. A védánta az upanisadok vallása, a paramahansza szannjászík vallása. Ez a filozófia hirdeti: 
Lásd meg az Önvalót minden teremtményben, minden dologban! Érezd, hogy semmi más nem létezik, csak az Önvaló! Oszd meg mindenkivel, amid van, legyen az anyagi, szellemi, erkölcsi vagy spirituális gazdagság! Ha másoknak segítesz, érezd, hogy saját magadat szolgálod! Oldj fel minden megtévesztő elkülönülést! Távolíts el minden akadályt, amely az egyik embert elválasztja a másiktól! Pusztítsd el a nemiség és a testiség gondolatát azáltal, hogy folyamatosan az Önvalóra, a nem nélküli, testetlen Átmanra gondolsz! Ez a gyakorlati védánta. Ez az upanisadok és az ősi ind bölcsek tanításának a lényege. Ez a valódi, örök élet az Átmanban.  